# How Deep Is Your Love (песня Томаса Андерса)
How Deep Is Your Love (с англ. — «Как глубока твоя любовь») — первый сингл композитора и певца Томаса Андерса с альбома Down On Sunset. На альбоме This Time тоже имеется песня с таким названием, но не имеет с этой ничего общего.

## Предыстория
В 1992 г. Андерс перешёл в звукозаписывающую компанию Polydor, с которой он продолжал сотрудничество до 1998 г., то есть до воссоединения дуэта Modern Talking. С этого же времени начинается сотрудничество певца с командой авторов и продюсеров во главе с Ральфом Штемманном и Кристианом де Вальденом (Ralf Stemmann, Christian de Walden), продолжавшееся до 1994 года. Этот период поклонники артиста называют «солнечным периодом»: за это время было выпущено 3 студийных альбома, наполненных жизнерадостными песнями направления «high-quality pop» с привлечением к записи музыкантов с громкими мировыми именами.

## Создание сингла
Предвестником этого периода и стал сингл «How Deep Is Your Love». Песня написана Peter Ries (под псевдонимом Marc Cassandra), Thomas Anders (под псевдонимом Chris Copperfield), Mike Shepstone. Запись сингла проходила в FLAMINGO CAFE RECORDING STUDIO, Калифорния, США. На сингле представлен би-сайд, песня «If You Could Only See Me Now», написанная Ralf Stemmann, Thomas Anders (под псевдонимом Chris Copperfield), Mike Shepstone.

## Список композиций
Сингл был выпущен на компакт-дисках и 7-дюймовом виниле.
CD:
1. How Deep Is Your Love 3:57
2. If You Could Only See Me Now 3:46
3. How Deep Is Your Love — Extended Version 5:29

7" vinyl:
A: How Deep Is Your Love 3:57
B: If You Could Only See Me Now 3:46

## Чарты
Выход сингла сопровождался активной промокампанией, включавшей ТВ-выступления с песней, что позволило песне подняться до 71го места в немецких чартах.